# Adolph Friedrich Vogel

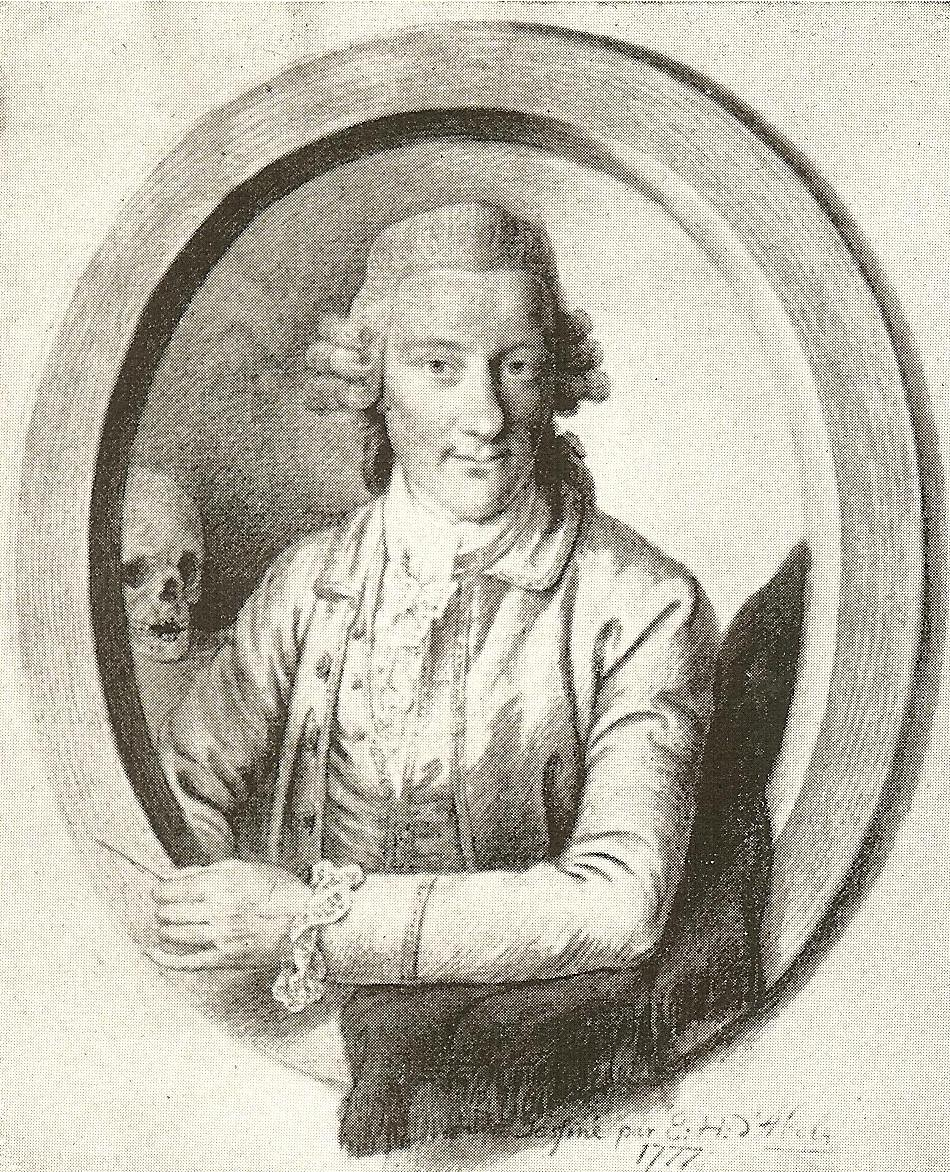
Adolph Friedrich Vogel, getuschte Kreidezeichnung von Ernst Heinrich Abel (1777)

Adolph Friedrich Vogel, auch: Adolf (* 23. Oktober 1748 in Lübeck; † 22. Januar 1785 ebenda) war ein deutscher Arzt, Gynäkologe und Chirurg.

## Leben und Werk
Vogel war der jüngste Sohn des Lübecker Ratswundarztes und mecklenburg-strelitzschen Landphysicus Jakob Leonhard Vogel. Ab 1768 studierte er an der Universität Kiel und wurde hier 1771 unter Johann Friedrich Ackermann zum Doktor der Medizin promoviert. In seiner Dissertatio ... observaciones quasdam chirurgicas complexa beschrieb er erstmals eine Struma-Ektomie (operative Entfernung eines Kropfes).
Er erhielt vom Senat der Hansestadt Lübeck die Mittel zu einer dreijährigen Studienreise durch Deutschland, die Schweiz, Frankreich und England. Nach seiner Rückkehr ließ er sich in Lübeck nieder. Zeitgenössische Berichte heben hervor, er sei einer der damals seltenen Aerzte, welche der Chirurgie sich nicht schämten, gewesen. Nach dem Tod seines Vaters 1781 wurde er sein Nachfolger als Lehrer und ärztlicher Aufseher der städtischen Hebammen, starb aber schon 1785. In einem Gedicht aus Anlass seines Todes heißt es:

„Ach schon im Sommer seiner Jahre,
Starb Lübecks großer Wundarzt hin:
Die Stadt begleitet seine Baare
Zur Gruft – und Jeder traurt um Ihn.
Heyl Dir Gekrönter! – Auch von denen,
Die hier Dein Stahl von Not befreit,
Nahmst Du den Dank – der Wonne Thränen
Hinüber in die Ewigkeit.“

## Schriften
- Dissertatio inauguralis medica observationes qvasdam chirurgicas complexa. Kiel 1771
- Chirurgische Wahrnehmungen.

Erste Sammlung. Lübeck: Iversen 1778
Zweite Sammlung. Lübeck: Iversen 1780